# Scopula homaema
Scopula homaema är en fjärilsart som beskrevs av Louis Beethoven Prout 1920. Scopula homaema ingår i släktet Scopula och familjen mätare. Inga underarter finns listade.